# Хикотенкатль (Тамаулипас)
Хикоте́нкатль (исп. Xicoténcatl) — город в Мексике, расположенный в южной части штата Тамаулипас, входит в состав муниципалитета Хикотенкатль и является его административным центром. Численность населения, по данным переписи 2010 года, составила 9593 человека.

## Общие сведения
Поселение было основано 15 марта 1755 года Хосе де Эскандоном, который в 1748 году был направлен сюда графом Ревильяхихедо, вице-королём Новой Испании. Изначально поселение называлось Вилья-де-Эскандон в честь его основателя, но 27 октября 1828 года в уже независимой Мексике решили «забыть» имя его основателя и переименовать его в честь Хикотенкатля, тласкальского монарха, который воевал сначала против, а затем на стороне испанцев во главе с Эрнаном Кортесом против ацтеков.
В 1967 году поселению был присвоен статус города.